# Bob Noorda

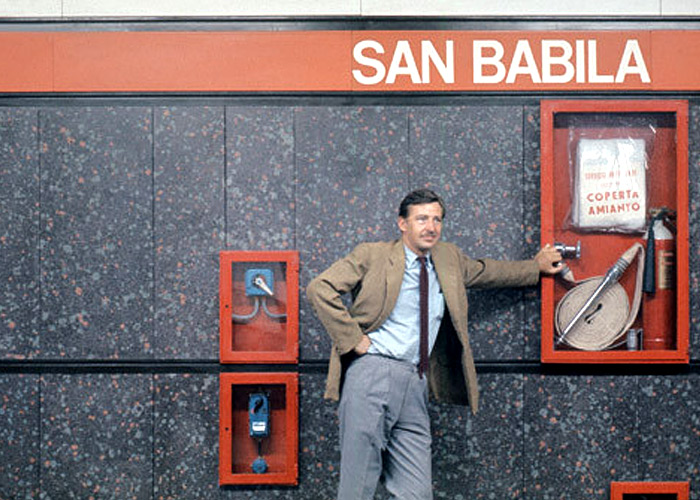
Bob Noorda 1964 im Mailänder U-Bahnhof San Babila der roten Linie M1

Bob Noorda (* 15. Juli 1927 in Amsterdam; † 11. Januar 2010 in Mailand) war ein niederländischer Grafikdesigner und Hochschullehrer, der die italienische Staatsbürgerschaft angenommen hatte. Ab den 1960er Jahren war er einer der wichtigsten Treiber der Erneuerung der italienischen Grafik des 20. Jahrhunderts.

## Leben
Nach seinem Militärdienst während des Zweiten Weltkriegs auf Sumatra in Indonesien, damals eine Kolonie der Niederlande, kehrte Bob Noorda Ende der 1940er Jahre nach Amsterdam zurück, um sein Studium am IvKNO (Instituut voor Kunstnijverheidsonderwijs, seit 1968 Gerrit Rietveld Academie) zu beenden, das er 1950 abschloss. Die funktionalistische Ausbildung, die er unter dem Einfluss der Bauhaus-Bewegung erhielt, war während seiner Designkarriere stets präsent. Noorda arbeitete freiberuflich in der niederländischen Hauptstadt, bis er 1954 beschloss, nach Mailand zu ziehen.
Dort machte sich Noorda Mitte der 1950er und Anfang der 1960er Jahre mit der Gestaltung der Werbekampagnen von Pirelli einen Namen und arbeitete mit La Rinascente (1963–1964) und Olivetti zusammen. Vor allem seine Erfahrungen bei Pirelli, wo er 1961 als Artdirector engagiert wurde, waren sehr fruchtbar, da er mit namhaften Designern wie Walter Ballmer, Aldo Calabresi, Max Huber, Lora Lamm, Bruno Munari, Raymond Savignac, Albe Steiner, Antonio Boggeri und Pino Tovaglia in Kontakt kam. In diesen Jahren arbeitete er mit den Architekten Franco Albini und Franca Helg an der grafischen Gestaltung der Metro Mailand, die im November 1964 eröffnet wurde: Noorda wurde mit dem Entwurf der Signaletik in den Stationen des neuen Verkehrssystems beauftragt. Für seine Arbeit wurde Noorda 1964 mit dem Compasso d’Oro ausgezeichnet, den er in der Folge noch dreimal erhielt, 1979, 1984, und schließlich 1994 für sein Lebenswerk.
Mit dem Mailänder Designer Massimo Vignelli gründete er 1965 die Grafikdesign-Agentur Unimark International; Noorda leitete das Mailänder Büro, während das Ehepaar Lella und Massimo Vignelli in die Vereinigten Staaten zog, um das New Yorker Büro zu übernehmen. Unimark war in fünf Ländern vertreten und bekannt dafür, einen modernistischen Designansatz für internationale Kunden wie American Airlines, IBM und Knoll International zu verfolgen.
Zusammen mit Vignelli erhielt er 1966 von der New York City Transit Authority den Auftrag, die visuelle Kommunikation für die New Yorker U-Bahn zu entwerfen. Es folgte der gleiche Auftrag für die U-Bahn von São Paulo in Brasilien. Anfang der 1970er Jahre endete seine Tätigkeit bei Unimark, das zeitweise dreizehn Büros in der ganzen Welt unterhielt. Bob Noorda setzte gemeinsam mit seiner Ehefrau Ornella Noorda und weiteren Designern die Arbeit des Mailänder Studios fort, das erst im Jahr 2000 geschlossen wurde. Daneben widmete er sich auch der Lehrtätigkeit: In Venedig für die Schule für Industriedesign, in Urbino für das Istituto Superiore per le Industrie Artistiche (ISIA) und in Mailand für die Società Umanitaria und für das Polytechnikum, das ihm 2005 die Ehrendoktorwürde für Industriedesign verlieh.

Logo der Region Lombardei, 1975

Im Laufe seiner Karriere entwarf oder erneuerte er Dutzende von Marken und Logos, darunter die von Coop, Arnoldo Mondadori Editore, Messaggerie Italiane, Automobile Club d’Italia, Enel, Eni, AEM und Hera sowie das Wappen der Region Lombardei (letzteres in Zusammenarbeit mit Bruno Munari, Pino Tovaglia und Roberto Sambonet). Er arbeitete für Barilla, Cassina & Busnelli und entwarf die Corporate Identity von Unternehmen wie Agip, Banca Commerciale Italiana, Dreher, Chiari e Forti, Fusital, MaxMeyer (gehört zu PPG Industries), Richard-Ginori, Total, Ermenegildo Zegna, Mitsubishi, Rex und Zoppas Industries. Er war auch im Verlagswesen tätig und arbeitete mit Feltrinelli, Vallecchi, Sansoni und dem Touring Club Italiano zusammen. Ihm wurden weltweit Ausstellungen gewidmet.

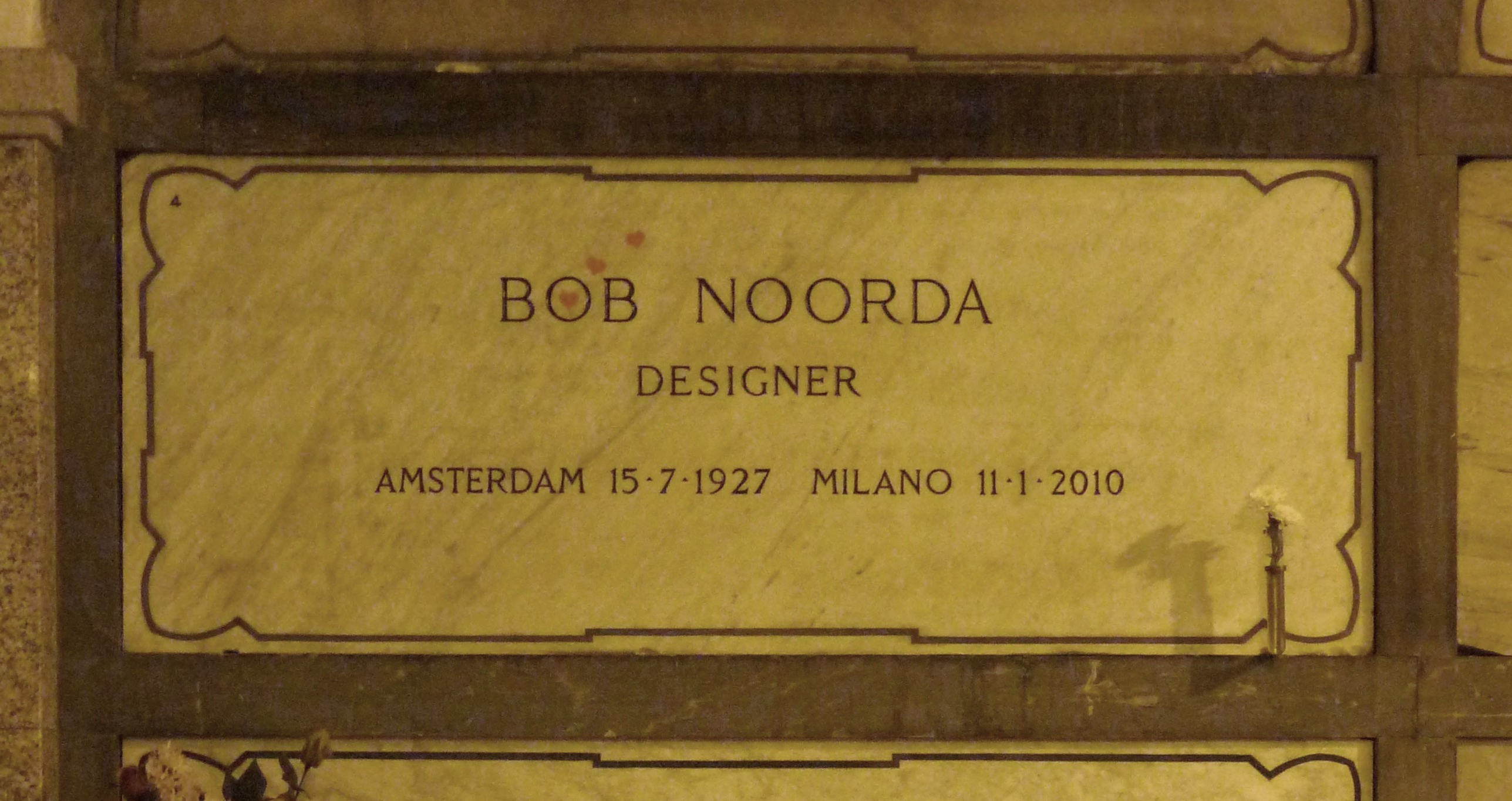
Grabstätte Bob Noordas

Bob Noorda war mit der Produktdesignerin Ornella Vitali Noorda verheiratet, die an der Accademia di Belle Arti di Brera bei Marino Marini und Alik Cavaliere studiert und bereits im Alter von 18 Jahren eine Auszeichnung in Bildhauerkunst vom Präsidenten der Republik Antonio Segni verliehen bekommen hatte, und die später an der europäische Designschule Istituto Europeo di Design lehrte. Das Ehepaar hatte zwei Kinder, die beide Architektur studierten: Den Mitte der 2000er Jahre verstorbenen Fotografen Helbert Noorda, und Catharin Noorda, die mit ihrem Ehemann ein Architekturbüro führt. Bob Noorda starb im Alter von 82 Jahren an den Folgen eines Sturzes. Er ist in der Krypta des Famedio des Cimitero Monumentale von Mailand bestattet.